# Verband Private Brauereien
Der Verband Private Brauereien ist der Dachverband der mittelständischen Brauereien in Deutschland, die keinem Brauereikonzern angehören, mit Sitz in München. Büros existieren in Berlin, Freiburg im Breisgau und Limburg an der Lahn.

## Organisation
Es bestehen ferner vier Regionalverbände: der Private Brauereien Bayern e. V., der Private Brauereien Baden-Württemberg e. V., der Private Brauereien Mitteldeutschland e. V. und der Vereinigung privater Mittelstandsbrauereien in Nordwest-Deutschland e. V.

## Aufgabe und Tätigkeiten
Angeboten werden Seminare, Informationen und Beratungen. Seit 2004 richtet der Verband jährlich den Bierwettbewerb European Beer Star auf der Messe Brau Beviale in Nürnberg aus. Dieser hat sich als einer der bedeutendsten Wettbewerbe weltweit etabliert.
Jährlich vergibt der Verband den Bayerischen Bierorden auf der Brau Beviale.